# Història del periodisme

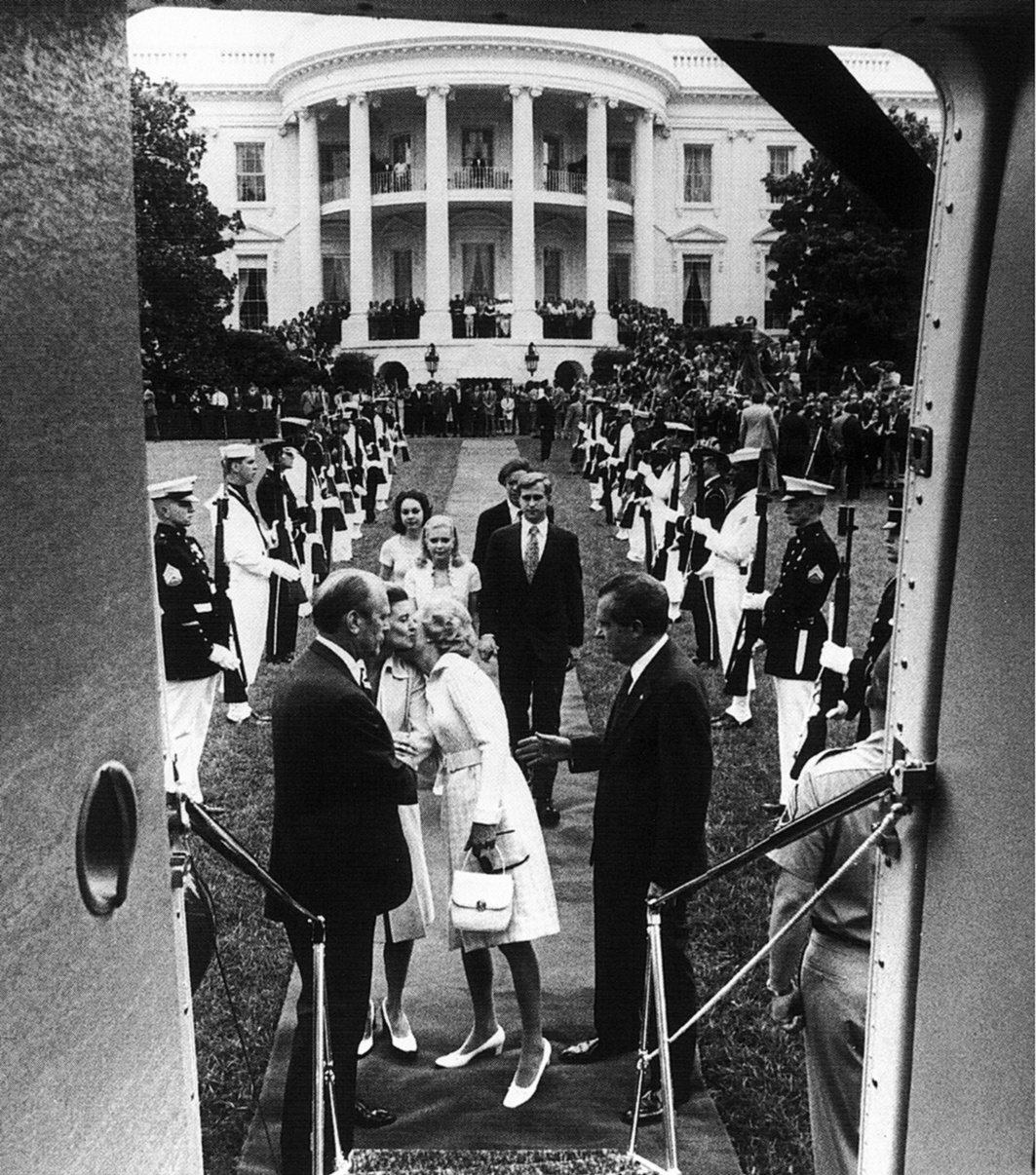
Nixon abandonant la Casa Blanca poc abans que la seva dimissió esdevingués efectiva (9 d'agost de 1974) en el desenllaç de l'Escàndol Watergate, una de les fites del periodisme d'investigació.

La història del periodisme és el desenvolupament, al llarg de la història, del periodisme, entès com una activitat regular i continuada de recollida, elaboració i difusió de notícies sobre els principals esdeveniments que passen al món, que duen a terme els periodistes. La tendència ha estat l'increment del nombre de notícies a l'abast dels ciutadans i de la velocitat de transmissió. Des de finals del segle xvii els diaris han estat el principal mitjà de difusió de l'activitat dels periodistes, als que al segle xviii es van afegir les revistes, al segle xx la ràdio i la televisió, i al segle xxi internet.
La història del periodisme es pot separar en quatre etapes; l'antic o artesà (1609-1789), el modern o liberal (1789 - últim quart del segle xix), el contemporani o industrial (últim quart del segle xix – últim quart del segle XX) i el que es deriva de l'aparició d'internet, el 1994. Itàlia, Alemanya, França, Anglaterra, Espanya i els Estats Units, per aquest ordre, són els països claus per l'aproximació acadèmica a la història del periodisme.

## Antecedents del periodisme

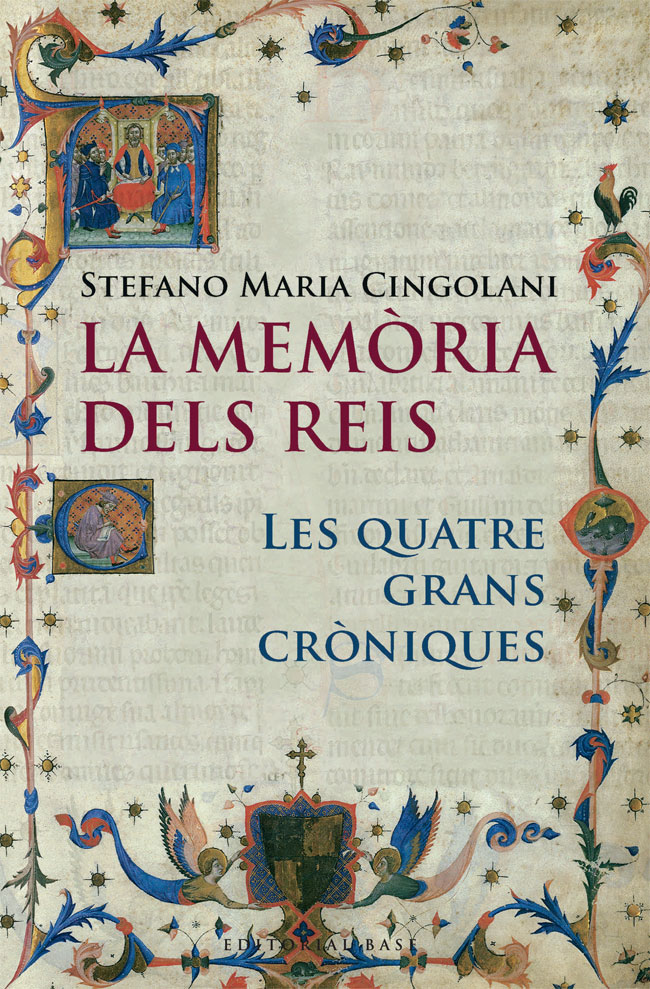
Les quatre grans cròniques escrites entre els segles i van ser concebudes per deixar constància de fets com la Conquesta de Mallorca.

La història del periodisme no inclou l'activitat prèvia a les primeres publicacions periòdiques setmanals. No obstant això, sí que les diverses civilitzacions al llarg de la història han tingut la necessitat de comunicar informacions abans de l'activitat que rep el nom de periodisme, i que alguns autors ho incorporen a la història del periodisme com una fase incipient o inicial.
Diversos autors situen els precedents remots del periodisme en Grècia i Roma. A Grècia Alexandre el Gran s'enduia escribes i cronistes a les seves campanyes perquè fessin escrits sobre les seves victòries. Durant la República Romana Juli Cèsar va manar de publicar a les principals ciutats una llista d'esdeveniments importants, anomenada Acta Diurna («esdeveniments del dia»), que va aparèixer vers l'any 59 aC, per tal de mantenir informats els ciutadans. L'Acta, gravada en pedra o metall, es posava en llocs públics concorreguts, com els banys, i informava d'escàndols, campanyes militars, judicis i execucions, és considerada el primer periòdic diari de la història. Només n'hi havia un exemplar i no es pot saber quants lectors tenia.
A la Xina vers el final de la dinastia Han (segles ii i iii), el govern produïa uns fulls de notícies, anomenats tipao (邸报 pinyin: dǐ bào), que eren distribuïts entre els funcionaris de la cort. Entre el 713 i el 734, durant la dinastia Tang, es va publicar el Kaiyuan Za Bao («Butlletí de la Cort») que publicava notícies del govern essent escrit a mà sobre seda i llegit pels funcionaris del govern. La primera referència d'un periòdic privat publicat a Pequín data del 1582, durant les darreries de la dinastia Ming.
A l'edat mitjana destacaren les cròniques amb propòsits més o menys històrics, com Les quatre grans cròniques, així com relats llegendaris, escrits apologètics, i panegírics. A Europa durant l'Edat moderna l'augment de la interacció transfronterera va crear una creixent necessitat d'informació que es va abordar amb fulls de notícies manuscrits. Es multiplicaren les correspondències privades de militars, eclesiàstics i homes de negocis com a forma d'informació no oficial. Amb l'aparició de la impremta, al segle xv, començaren a publicar-se les anomenades relacions històriques, impresos que recollien un sol esdeveniment i es publicaven de manera puntual.
Entre els segles XV i XVII, l'aplegament de diverses notícies en fulls volants d'una certa periodicitat, primer de manera manuscrita i després amb l'ajuda de la impremta, aviat serien batejats amb algun títol. Les gasetes o noticiers poden ser considerats com els primers periòdics, ja que tenien periodicitat i buscaven la certesa i l'exactitud. Però no es considera que formin part del periodisme perquè el seu destinatari no era el públic, sinó un mercat reduït als poderosos d'aquell moment.

## Periodisme antic (1609 – 1789)

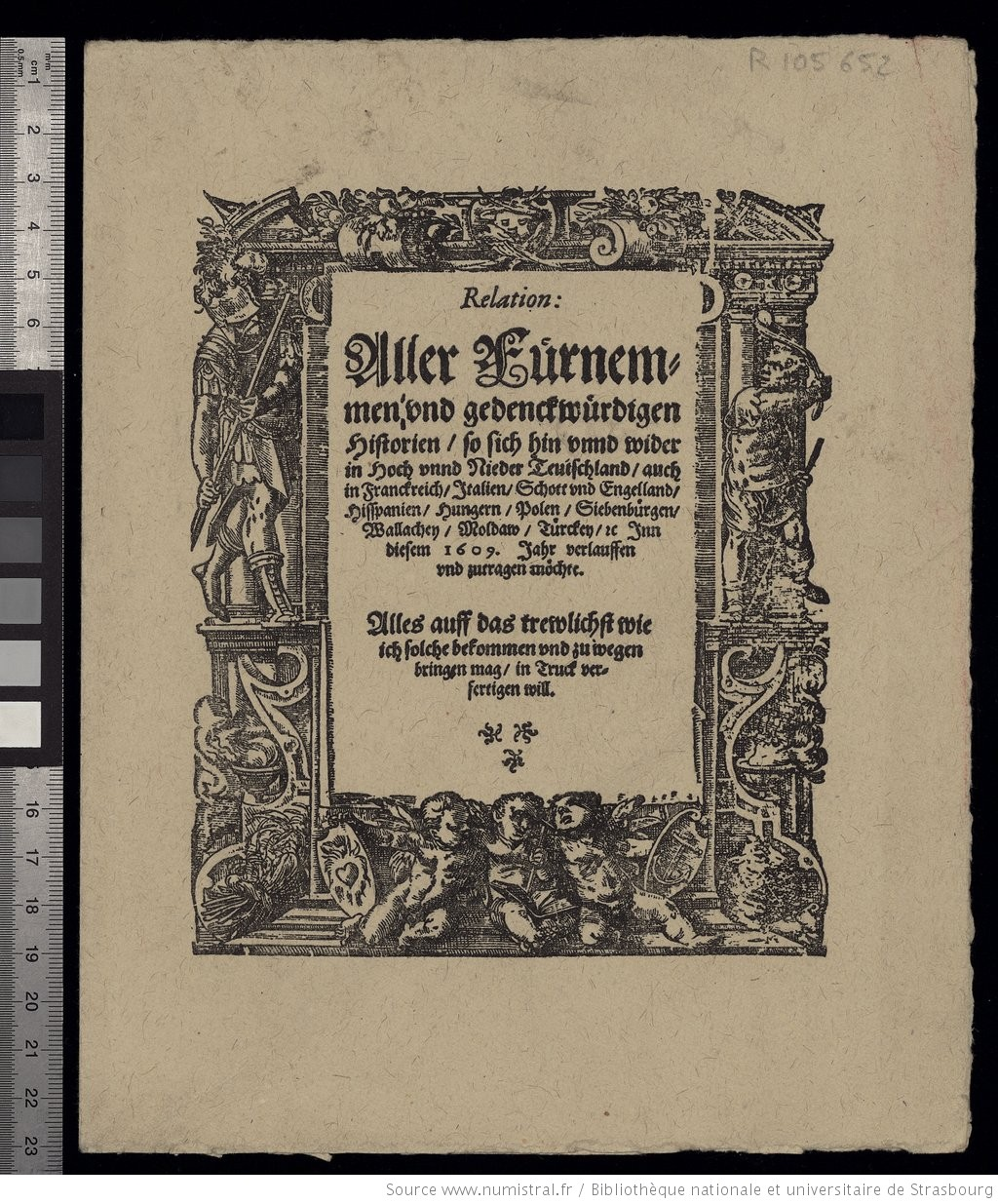
Pàgina inicial del periòdic alemany Relation aller Fürnemmen und gedenckwürdigen Historien que serveix per datar l'inici de la història del periodisme a l'any 1609.

El periodisme antic o artesà és l'etapa de la història del periodisme que comença amb l'aparició de les primeres gasetes setmanals, el 1609, i s'allarga fins a l'impuls de la llibertat d'impremta amb la Revolució francesa i la Declaració dels Drets de l'Home i del Ciutadà. L'element principal d'aquest període és la circulació de les notícies i el primer desenvolupament de la premsa de manera paral·lela en diversos països europeus. Fins al segle xvii la periodicitat setmanal d'algunes publicacions no passà a ser diària.

### Impremta

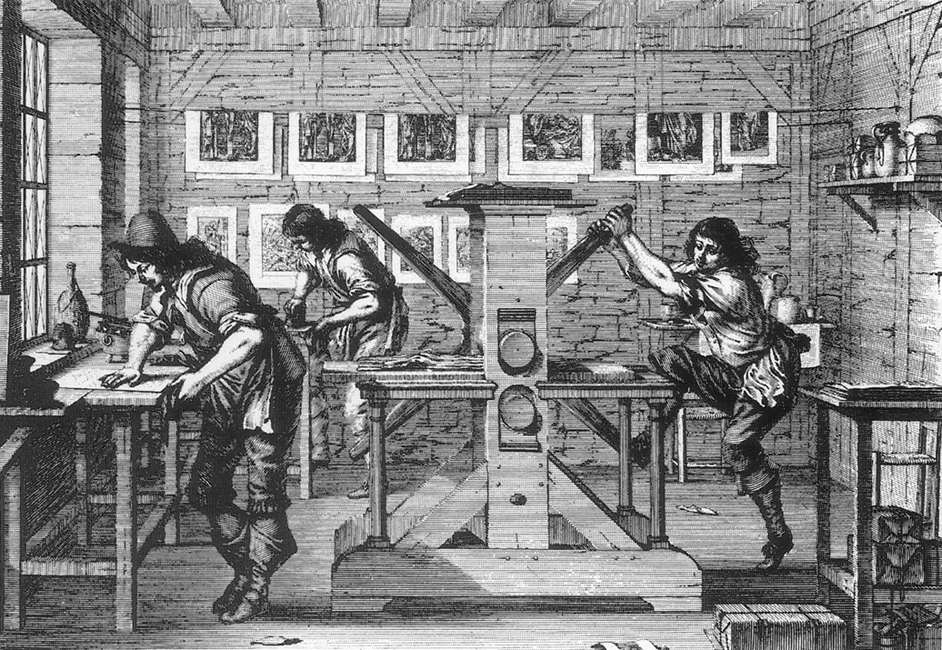
Taller d'impremta, en un gravat del.

Les primeres publicacions periòdiques que volien explicar què passava foren el Nurenberg Zeitung del 1457 a Alemanya i el Journal d'un burgeois de Paris, però tingueren poc èxit i escassa popularitat. La impremta es va estendre ràpidament per Europa a la dècada del 1460 per Alemanya, Itàlia i França i a la del 1470 a Catalunya, Espanya, Anglaterra, la República Txeca i Portugal. El 1478 les ciutats europees amb impremtes eren 110, i el 1500 més de 200. De seguida, però, diversos governs limitaren la llibertat d'impremta.
Al segle xvi, amb motiu de la reforma luterana i les guerres religioses es van crear els fulls d'opinió per a difondre textos i sermons de Luter o il·lustracions satíriques. Aquests fulls, també anomenats libels, foren censurats el 1524 a Alemanya, el 1537 a França i el 1548 a Alemanya, i els impressors foren perseguits. Viena fou un dels centres més actius en la publicació d'aquests fulls amb notícies de les guerres turques i les derrotes cristianes. El 1556, el govern de la República de Venècia va fer la primera publicació mensual de notícies, la «revista» Notizie scritte, a un preu d'una gazette (aquesta moneda veneciana de plata acabaria per donar nom a la publicació). A mitjans del segle xv s'estengué la traducció d'aquests fulls en diversos indrets d'Europa. Al principi les gasetes no tenien periodicitat, però a poc a poc van incorporar la numeració, la datació, els números de sèrie, regularitat i periodicitat i van enriquir els continguts informatius.
Haurien de passar més de dos segles perquè els aires de la Il·lustració portessin a la promulgació de la llibertat d'impremta o de premsa en diversos estats, el que va significar un canvi important en la història del periodisme en permetre als mitjans de comunicació difondre notícies sense controls governamentals o censura. La llibertat d'impremta fou implementada el 1695 a Anglaterra, el 1786 als Estats Units, amb la Constitució francesa de 1791 i la Constitució Espanyola de 1812.
Malgrat aquestes promulgacions oficials, durant les primeres dècades aquesta llibertat era molt relativa. Castro Alfín indica que durant els tres primers quarts del segle xix els règims lliberals avançats i moderats i els règims absolutistes van coincidir en censurar, contrariant a vegades el que apareixia a la legislació. En aquest sentit, indica que a la pràctica els únics països amb llibertat d'impremta abans del primer terç del segle xix foren Bèlgica, Gran Bretanya i Noruega, i poc després Dinamarca, Holanda, Suïssa, Noruega i Suècia.

### Gasetes

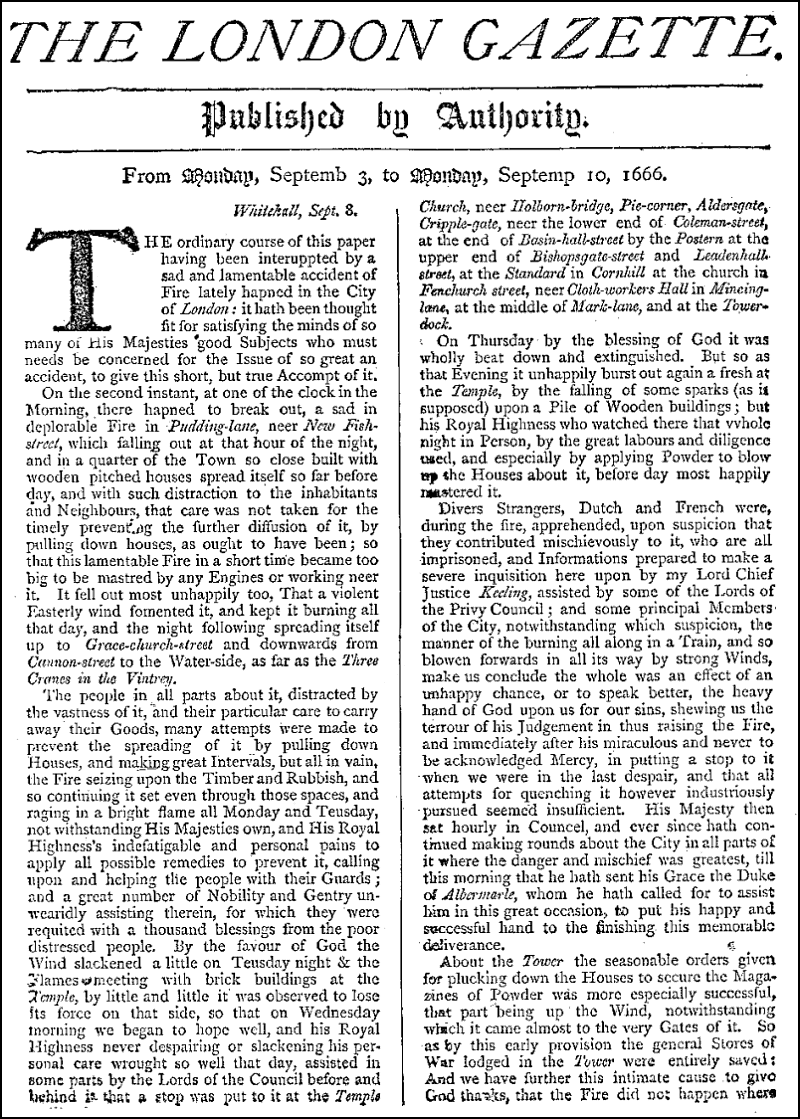
Portada de la gaseta oficial de Londres London Gazette del 3 al 10 de setembre de 1666. Explica el Gran incendi de Londres.

Les gasetes foren el principal format de la premsa periòdica des de principi del segle xvii arreu d'Europa. Apareixien setmanalment i en quatre pàgines recollien notícies breus, principalment sobre política i aspectes militars. Suposà l'inici de la difusió periòdica de notícies impreses entre un públic nombrós i heterogeni per part d'un emissor institucionalitzat. Tal com va mostrar Tobías Peucer en una tesi del 1690, en aquell moment ja s'utilitzaven les «sis w» per a redactar notícies.
Les dues primeres publicacions periodístiques setmanals que marquen l'origen de la història del periodisme són de l'Alemanya del 1609. El primer periòdic de la història del periodisme fou Relation aller Fürnemmen und gedenckwürdigen Historien (col·lecció de totes les notícies distingides i memorables), publicada a Wolfenbüttel des del 1609. El segon és el Relatio d'Estrasburg. Foren les primeres dues gasetes setmanals que van aparèixer després d'un segle i mig d'evolució dels fulls impresos no periòdics. Aviat es va publicar la gaseta de Basilea (1610), la de Viena (1615), la Frankfurten Journel de Frankfurt del Main (1615), la de Berlín (1617), la d'Hamburg (1618), la de Londres (1622), la Gaceta Publica d'Itàlia (1640), i la Gazeta de Barcelona (1641). El 1650 hi havia 30 ciutats alemanyes amb gasetes actives.
El primer periòdic de França, la Gazette de France, fou publicat des del 1632 pel metge reial Théophraste Renaudot (1586 - 1653), amb el patronatge de Lluís XIII i que es convertiria en el model de la premsa d'Estat. Tots els diaris estaven subjectes a la censura prèvia i servien com a instruments de propaganda per la monarquia. Jean Loret és considerat un dels primers periodistes francesos. Difongué notícies setmanals de la societat de París en vers des del 1650 fins al 1665, en el que s'anomenà la Gazette burlesque. En aquesta etapa del periodisme francès hi ha historiadors que també esmenten el Mercure française, eminentment literari, i el Journal des savants, principalment científic.

### Diaris

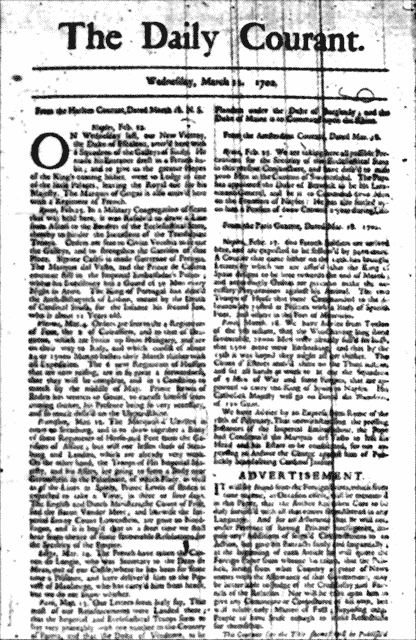
Imatge d'un exemplar del Daily Courant, un diari anglès fundat el 1702.

La periodicitat diària apareixeria a Anglaterra. Diverses ciutats europees, sobretot les situades en l'eix Anvers-Venècia, feren passos en la mateixa direcció que França. El 1620 a Holanda s'imprimien fulls volants titulats Coranto, sobre esdeveniments que els llibreters anglesos importaven per a satisfer la demanda d'informació del públic sobre els conflictes bèl·lics del continent que van portar a la Guerra dels Trents Anys. Alguns anglesos aviat van imprimir els seus propis fulls amb el títol Corantos fins al 1641, quan els informes diaris de notícies locals van començar a aparèixer en altres fulls de notícies, els anomenats diürns. Les lluites pel poder polític anglès van fer multiplicar l'aparició d'aquests fulls a favor de la monarquia i el parlament. Quan la monarquia guanyà, cedí els drets editorials a Oxford Gazzette, que es passà a dir London Gazzette i es convertí en el mitjà oficial de la corona. També a Anglaterra al segle xvii es començà a utilitzar la publicitat i aparegué la idea de crear oficines per relacionar ofertes i demanes. El primer periòdic britànic amb periodicitat diària va aparèixer l'11 de març de 1702 amb el títol de Daily Courant. De caràcter neutre, va sobreviure fins al 1735. Només publicava la informació procedent d'un periòdic francès i dos d'holandesos, sense cap notícia sobre Anglaterra.
A Espanya aparegué el Diario Noticioso, Curioso, Erudito y Comercial, Público y Económico el 1758, i el Diario de Barcelona el 1792. A Alemanya tingué un paper destacat l'Allgemeine Zeitung creat el 1789, però fou superat pel Kölnische Zeitung, que havia estat fundat el 1762 però que fins i tot es difongué fora d'Alemanya. Pel que fa al continent americà, a partir del 1722 es publicaren periòdics a Mèxic i el Perú. El primer diari amb periodicitat diària fou Le Journal de Paris, que aparegué el 1777.

## Periodisme modern (1789 – finals s. XIX)
El tret que permet caracteritzar l'etapa de la història del periodisme anomenada periodisme modern o lliberal és l'ascens de liberalisme polític i econòmic, que afavoreix la lliure circulació de notícies, l'augment de la rellevància dels diaris i l'aparició del periodista com a actor social. Això fa que en cada estat l'ofici evolucioni a ritmes diferents. Aquesta evolució diversa dificulta assenyalar un final comú de l'etapa històrica, que en qualsevol cas s'ha de situar a la segona meitat del segle xix. Per a descriure aquest període és necessari aturar-se en els efectes de la llibertat de premsa i el periodisme polític de França, el periodisme informatiu d'Anglaterra i el periodisme innovador nord-americà.
A les primeres dècades del segle xix el periodisme estengué el seu mercat a les capes socials més humils de la població. Per primera vegada el preu dels periòdics fou assequible per a la majoria de la població, el que s'aconseguí gràcies a la utilització de la publicitat, les innovacions tècniques i la revolució dels transports. En el context de l'expansió de l'educació, el constitucionalisme i el capitalisme, també es donà un canvi en els continguts periodístics, ja que el públic de manera progressiva començà a valorar la credibilitat, reclamant més informació i menys manipulació del poder públic. En aquest context les agències de notícies jugaren un paper determinant, i la informació de les guerres permeté comprovar el poder que podia tenir la informació.

### Agències de notícies

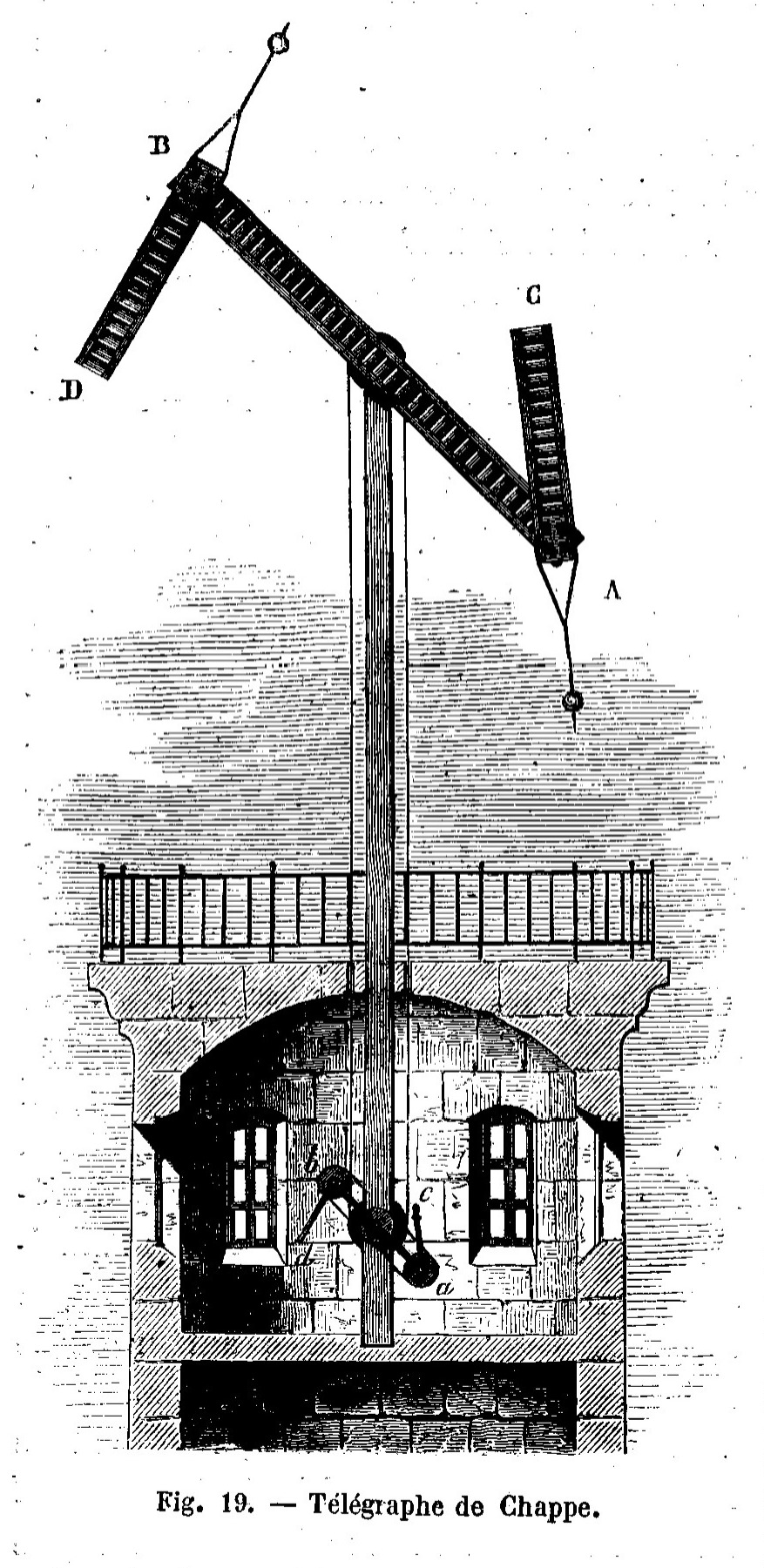
Il·lustració d'un llibre del 1868 d'un tipus de telègraf inventat per Charles-Louis Havas, fundador de la primera agència de notícies.

Les agències de notícies o d'informació van sorgir a la segona meitat del segle xviii a les grans potències occidentals. L'origen s'explica per l'apogeu del capitalisme i del colonialisme, el desenvolupament de la premsa i les comunicacions (el correu i el telègraf) i les limitacions econòmiques de les empreses editorials. En aquest context aparegueren les agències de notícies a Europa. La més antiga fou la francesa agence France-Presse, fundada el 1835 per un traductor i publicista parisenc, Charles-Louis Havas com a Agència Havas. Dos dels seus empleats, Paul Reuter i Bernhard Wolff després van instal·lar agències de notícies rivals a Londres i Berlín respectivament.
Aquestes agències foren responsables del sorgiment de la premsa informativa a gairebé tots els estats, menys a Espanya, on l'Agència Fabra, fundada el 1865, suplí aquest paper. Les agències permeteren als diaris oferir informacions ràpides i abundants, guanyar credibilitat i augmentar la qualitat i varietat dels continguts, a més d'ampliar el punt de mira, d'obrir-se a informacions d'arreu del món fins al moment impossibles d'aconseguir. Van començar com petits centres familiars a la capital propers a les oficines de correus i després de telègrafs. Començaren traduint informacions dels diaris estrangers per la premsa i els banquers, però fou la necessitat que tenia el poder polític de conèixer què passava a les colònies de cada estat el que impulsà el negoci en els moments inicials.
La consolidació de les agències es produí progressivament, primer amb l'enfortiment del mercat interior i després amb la conquesta dels mercats estrangers. A fi de reduir despeses i acabar amb la competència, els fills d'Havas van signar un acord amb Reuter i Wolff el 18 de juliol de 1859 a París per a repartir-se el món en zones exclusives en diferents parts d'Europa i del món. Un acord que es va confirmar el gener del 1870. Wolff es quedava amb Àustria, els països escandinaus i Rússia; Reuter es reservà la ciutat d'Hamburg, l'Imperi Britànic i l'Extrem Orient, i Havas acaparà França, els països llatins i compartiria amb Reuter Egipte i Bèlgica. Entre 1891 i 1893 aparegué l'agència Dalziel als Estats Units, que abans de desaparèixer obligà les altres agències a millorar i agilitzar el servei.

### Corresponsals

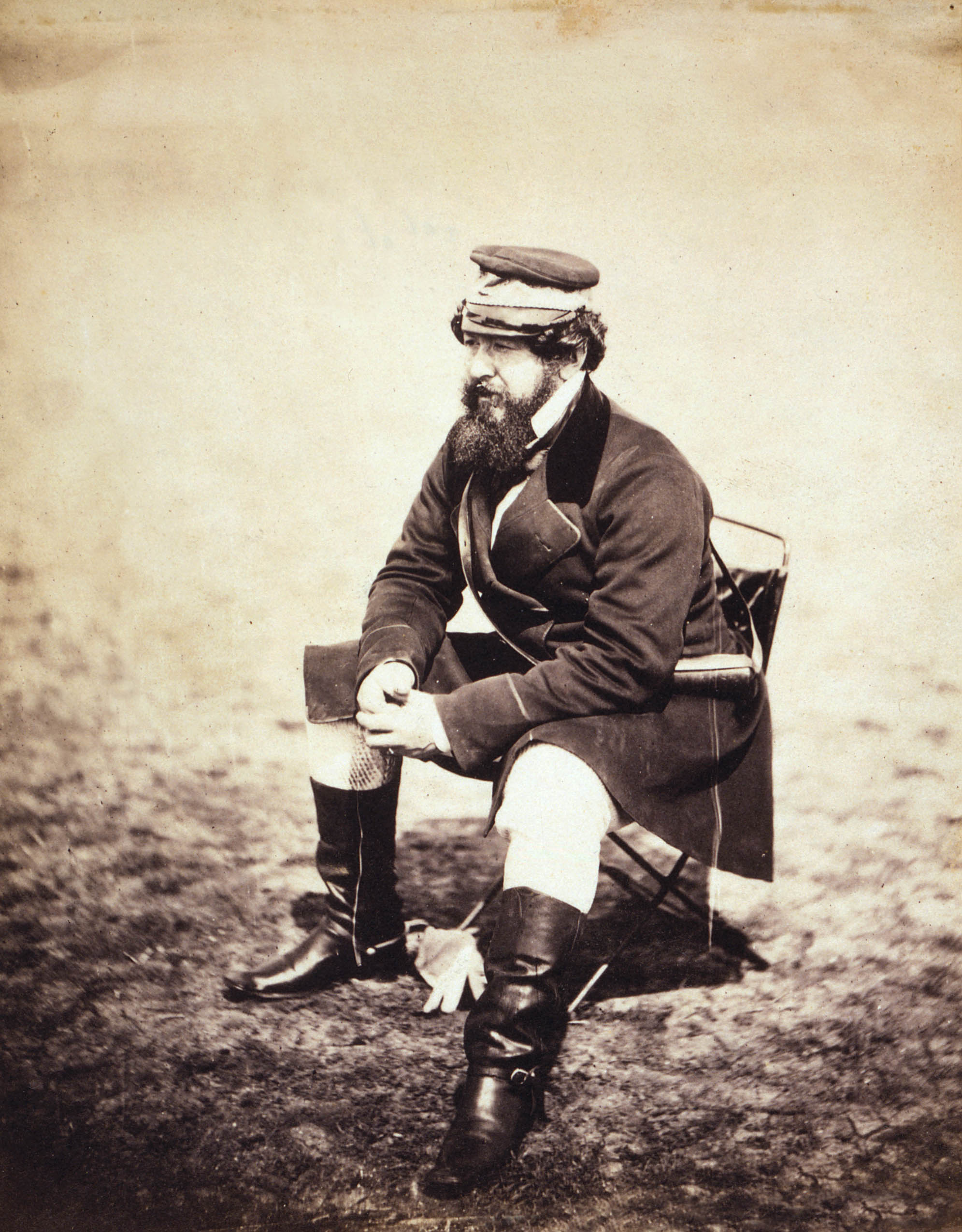
William Howard Russell (1820–1907) és considerat un dels primers corresponsals de guerra. Va estar 22 mesos informant sobre la Guerra de Crimea. La imatge és del 1854

Fins al 1854 els diaris copiaven les notícies relacionades amb els conflictes d'altres publicacions, o contractaven a oficials de l'exèrcit perquè els expliquessin què passava. El primer diari que confià en un periodista la informació d'un conflicte bèl·lic fou el The Times anglès, que encomanà a William Howard Russell la informació de la Guerra de Crimea (1854–1856). Howard Russell, considerat el primer reporter de guerra, explicà la desorganització i manca de preparació de l'exèrcit després de la victòria anglofrancesa que portaria a Rússia a renunciar a l'expansió cap a Turquia. Fama i diners esperaven el periodista a la tornada, malgrat haver encès l'opinió pública obligant a dimitir als responsables militars i polítics. Els militars anglesos decidiren que mai més deixarien que algun periodista pogués actuar sense estar sota les seves ordres.
Els americans arribaren a la mateixa conclusió que els anglesos després de la Guerra Civil dels Estats Units (1861–1865). Des de la dècada del 1830 als Estats Units hi havia una premsa combativa, personalista i popular encapçalada per James Gordon Benett del New York Morning Herald, Horacio Greely del New York Tribune, Benjamin Day del The Sun i Henry Raymond del New York Times, que eren anomenats Els gegants de Nova York. Cada diari es posicionà d'una manera clara i singular en el conflicte, tot i que en termes generals la premsa del nord, més rica i tossuda, era abolicionista i la del sud, més precària i possibilista, secessionista. La del nord es basava en l'agència Associated Press i la del sud va crear la seva Press Association.
Els diaris americans rivalitzaven per enviar el nombre més gran de corresponsals, en total el nord en va enviar més de 500. Els anglesos seguien també amb molt d'interès les informacions de la guerra a través dels seus corresponsals. La manca d'experiència omplí els diaris de subjectivitats, inexactituds i exageracions. El telègraf elèctric fou el principal instrument en la difusió de les notícies, que incorporà un sumari inicial per si es tallava la connexió, s'inclogueren entrevistes i es difongueren il·lustracions, però encara no havia arribat l'hora de les fotografies. Les autoritats militars intentaren censurar les publicacions a través de diversos mecanismes, ho tingueren més fàcil entre els del sud, on només se suspengué un diari, que els del nord, on en suprimiren fins a 20. Silvanus Cadwallader del nord i Peter Alexander del sud són considerats els millors corresponsals d'aquesta guerra.
La guerra francoprussiana del 1870, que suposaria un pas més en la Unificació alemanya i acabaria amb Napoleó III, va començar amb una filtració periodística. La premsa francesa publicà l'acord secret entre el canceller alemany Otto von Bismarck i el president del Consell de ministres espanyol Joan Prim i Prats per tal de donar la corona vacant al prussià Leopold de Hohenzollern per a millorar les relacions entre Espanya i Alemanya. Això va fer que el vell rei Guillem I de Prússia li retirés el suport a través d'un telegrama retocat per Bismarck que indignà Napoleó i l'opinió pública francesa. Per a informar de la guerra França vetà la presència de corresponsals, Bismark trià a dit els periodistes Ungern-Sternberg i Konstantin Rössler, Anglaterra només permeté la presència de Russell i Archibald Forbes, i hi participaren corresponsals americans com George W. Smalley. Aquesta situació suposà que els diaris francesos es resistissin a acceptar la derrota, i el poble francès envaí el Palau, es dirigí a l'ajuntament i proclamà la república el 4 de setembre de 1870. L'esdeveniment mediàtic més espectacular de la guerra fou la utilització de globus per a transportar les cartes de la ciutat assetjada per sobre dels alemanys.

## Periodisme contemporani (finals s. XIX – 1994)

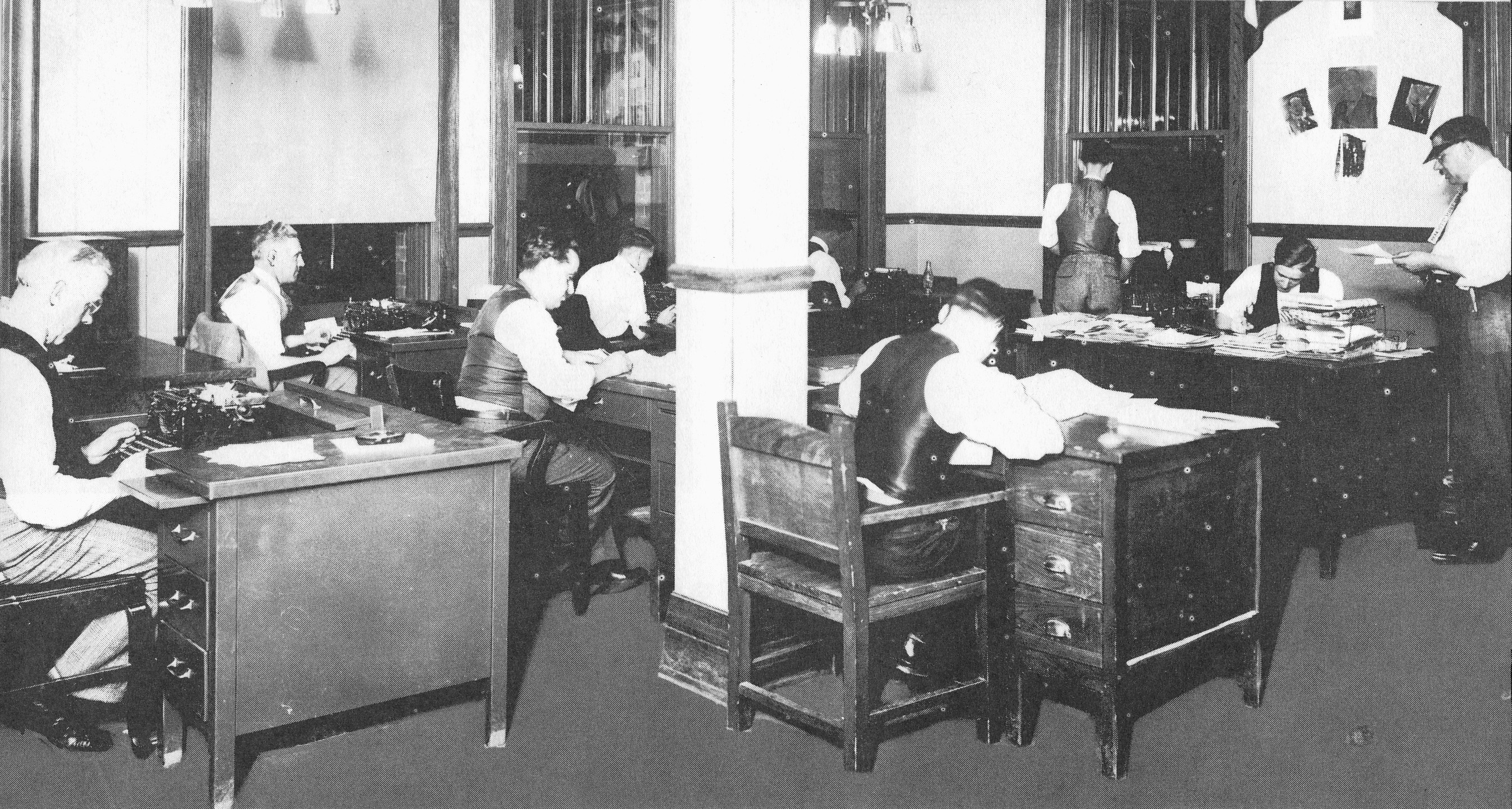
La redacció del diari Illustration de Montréal el 1934.

Defineix el període de la història del periodisme anomenat contemporani o industrial la professionalització i especialització del periodista, l'expansió mundial de la premsa, el predomini dels factors econòmics en la creació, orientació i significació dels diaris i el desenvolupament de nous suports com el cinema, la ràdio i la televisió que acaben amb l'hegemonia de la premsa com a mitjà principal d'accés a la informació.
La feina dels periodistes canvià. La popularització de les rotatives i els motors de vapor que va començar a la segona meitat del XIX introduí grans canvis en el procés productiu de la premsa. A principis del segle XX l'ofici de periodista passa a considerar-se una professió que requereix una titulació universitària i especialització. La idea de crear uns estudis específics per als periodistes es va tractar al Congrés Internacional de Premsa de Bordeus del 1895 i al de Berna del 1902. El periodisme especialitzat permet que continguts considerats propis d'un grup de persones es mostrin d'una manera que permeti obrir-se a una audiència més gran.

### Indústria i propaganda

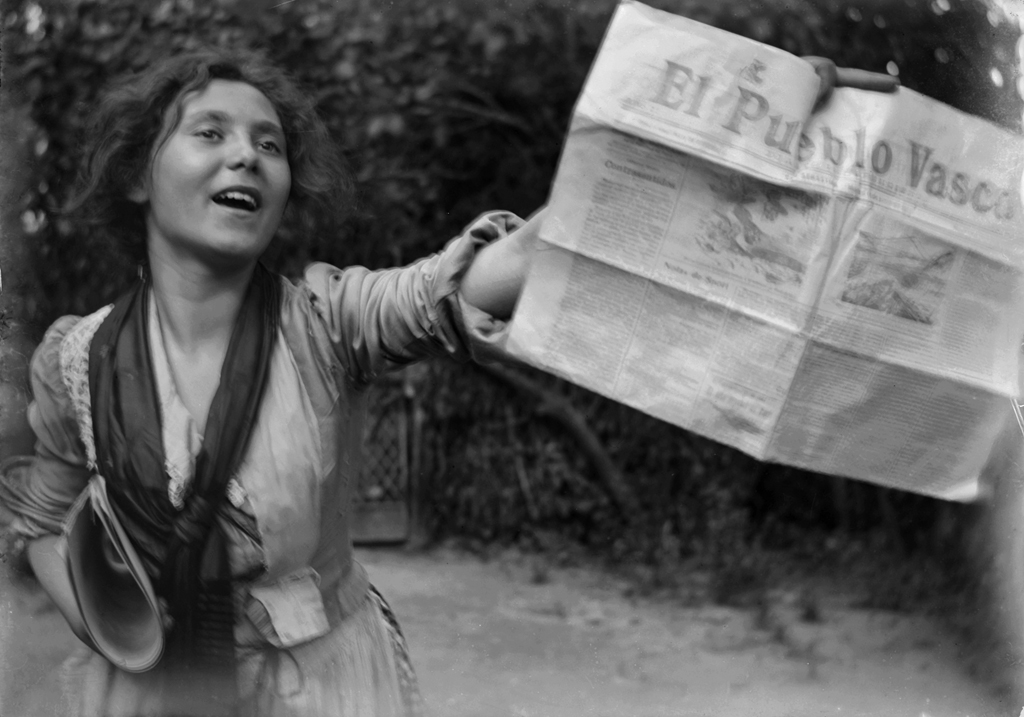
Cartell de Baldomer Gili Roig per a El Pueblo Vasco.

Els mitjans de comunicació de massa o mass-media en anglès, és el nom que van rebre en aquest període el sector dels mitjans de comunicació específicament concebuts i dissenyats per arribar a una gran audiència i fer més diners que fins al moment. Per això el terme s'usa per a designar la capacitat de fer arribar a un gran públic la informació, l'entreteniment o la propaganda, una tendència que s'inicià als Estats Units i que de seguida arribà a Europa. El terme s'originà amb l'establiment d'una xarxa de ràdio a partir de la dècada de 1910, la generalització de periòdics amb gran tirada, i l'increment del benefici econòmic de l'empresari o grup empresarial que els dirigeix, habitualment concentrat en grans grups de comunicació, així com la influència ideològica que se suposa que té al seu públic. En el desenvolupament i les transformacions dels mitjans de comunicació de masses hi van tenir un lloc destacat les guerres. En moltes ocasions els mitjans es van convertir en una arma de guerra per als països implicats.
Els editors de la premsa sensacionalista americana jugaren un paper clau a la Guerra hispano-estatunidenca del 1898. La voluntat americana de comprar l'illa i la mala gestió espanyola propiciaren que els diaris americans esdevinguessin un altaveu de les denúncies cubanes contra els espanyols. El 1895 estaven enfrontats dos diaris americans, símbols de dues maneres d'entendre el periodisme; Joseph Pulitzer amb el New York World defensava les causes dels més desfavorits, mentre William Randolph Hearst des del Morning Journal explotava els beneficis del sensacionalisme més exagerat. Juntament amb el Journal, el Chicago Tribune i el The Sun dugueren a terme una campanya contra els abusos habitualment inventats del poder espanyol a Cuba, que creà una psicosi de guerra a l'opinió pública americana. Per a forçar l'entrada dels Estats Units a la guerra Hearst publicà que havien intentat violar a la presonera dels espanyols Evangelina Cisneros, i una carta de l'ambaixador espanyol contra el president americà McKinley, abans d'acusar als espanyols d'haver sabotejat el vaixell americà Maine per a enfonsar-lo. Més de 500 periodistes americans van cobrir una guerra que va acabar el juliol del 1898 amb la victòria americana. La premsa espanyola no s'assabentà del que passava, ja que el govern mantenia l'absolut silenci menyspreant als americans.
A la Primera Guerra Mundial (1914–1918) els estats utilitzaren la informació com una eina propagandística, sense donar alternativa als mitjans, una tasca en la qual els anglesos excel·liren. L'agost de 1914 a Anglaterra estava prohibit difondre informacions secretes sobre la situació de les operacions militars, només es podia difondre un informe que enviava un coronel, i tots els corresponsals que anaven al front eren detinguts. La tendència canvià a principis de 1915 després que Theodore Roosevelt expliqués que els alemanys facilitaven la presència de periodistes americans. La cooperació entre militars i periodistes cresqué també als departaments informatius anglesos que treballaven per manipular l'opinió pública aplicant els últims descobriments en psicologia, no només d'Anglaterra, sinó també dels Estats Units, que van entrar a la guerra l'abril del 1917. La gran quantitat de diaris alemanys que havien de publicar les informacions falses subministrades per l'exèrcit, i el menyspreu de les noves tècniques de persuasió dificultaren la seva eficàcia. Els presumptes relats de les atrocitats dels alemanys fetes pels aliats el 1917 van desanimar la població alemanya, com l'acusació que convertien cadàvers de soldats en glicerina per munició. La premsa fou la gran col·laboradora al servei de la causa aliada.
La utilització deliberada i constant dels mitjans de comunicació per part del poder, també durant la Segona Guerra Mundial, va provocar un debat als Estats Units a partir de la dècada de 1960, que es va traduir en l'aparició del periodisme especialitzat pel que fa al fons de la informació, i el Nou periodisme pel que fa a la forma de presentar les informacions. Una de les conseqüències de posar en qüestió el periodisme tradicional o convencional per la seva proximitat al poder va ser l'aparició del periodisme d'investigació, que tingué en el cas Watergate de la dècada de 1970 una de les seves fites.

### Fotoperiodisme

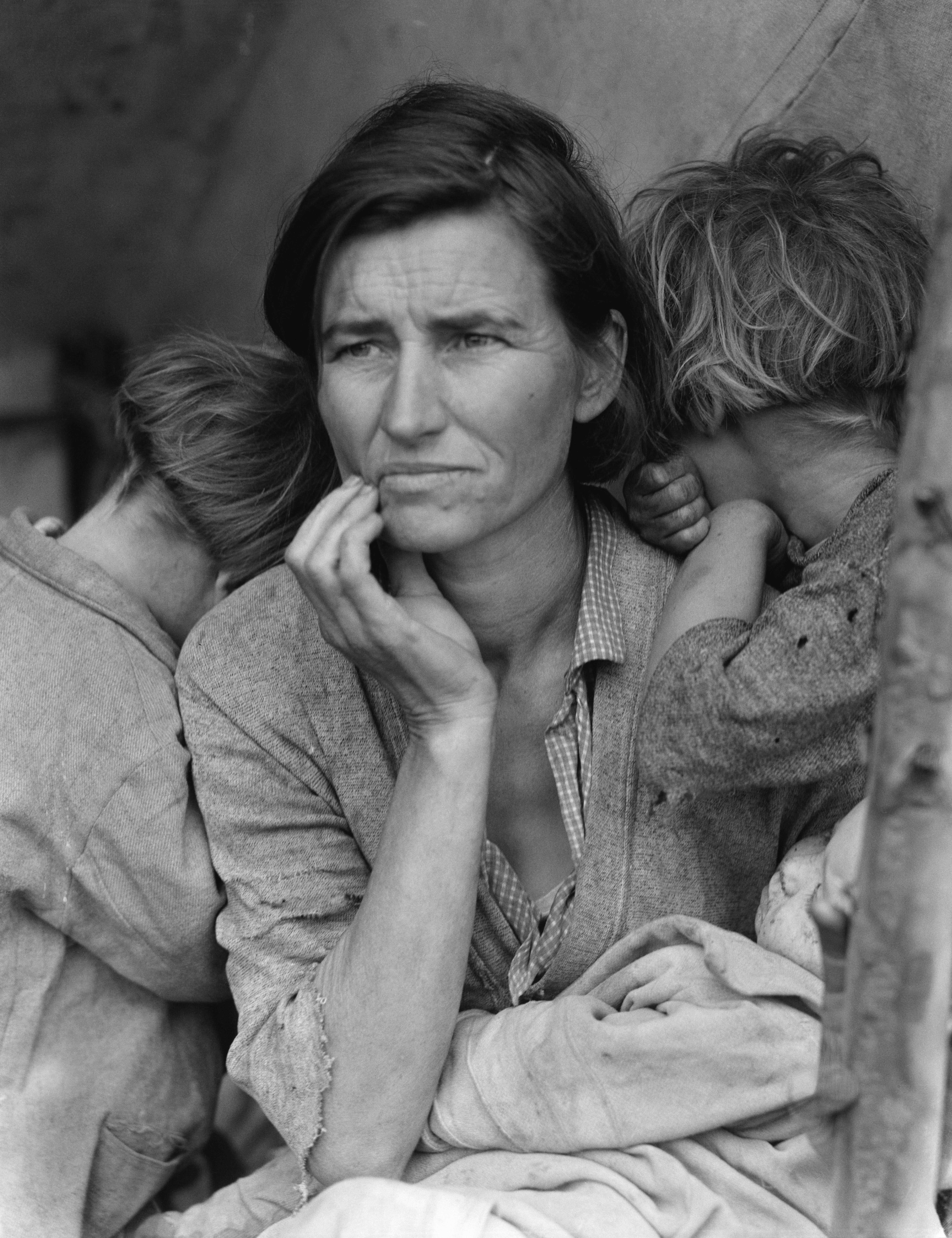
Mare migrant de Dorothea Lange fou una de les imatges que definí la Gran Depressió.

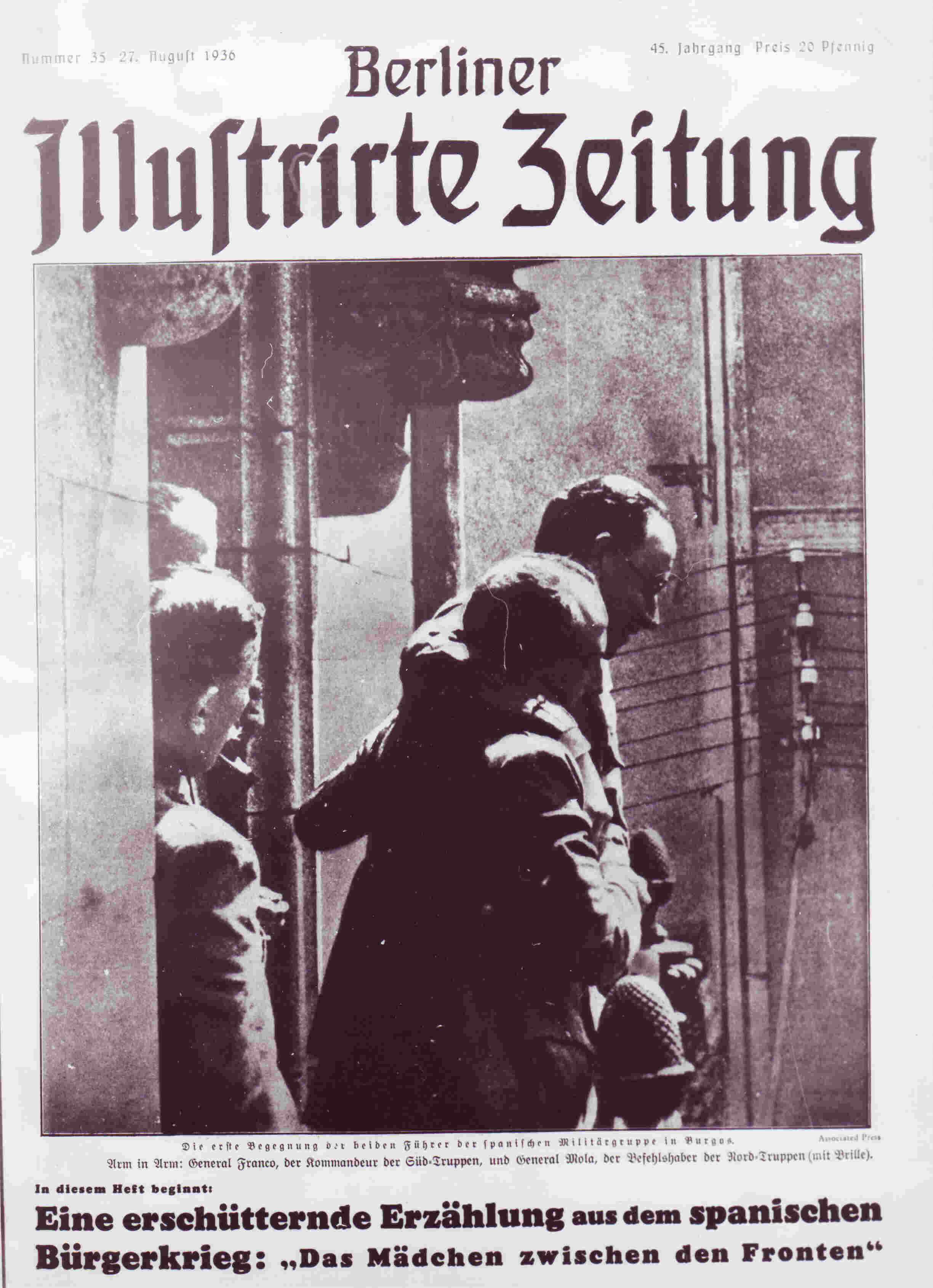
Portada de la Berliner Illustrirte Zeitung, la primera revista il·lustrada.

Les il·lustracions als diaris van aparèixer a mitjans del segle xix, el primer diari setmanal il·lustrat va ser l'Illustrated London News (1842). Però el primer pas del fotoperiodisme modern són les fotografies que mostraven els efectes de la Guerra de Crimea en els soldats, realitzades pel corresponsal de guerra Roger Fenton. Durant aquests primers anys les fotografies eren un recurs aïllat i secundari. Això canvià amb el treball del fotoperiodista John Thomsonn, a finals de la dècada del 1870, que juntament amb el periodista Adolphe Smith decidiren donar més importància a les fotos que al text a la revista mensual Street Life in London, que durà del 1876 al 1877. Amb la tècnica reprogràfica de la mitja tinta aparegué el The Daily Graphic (Nova York), però no seria fins al 1921 que es pogué passar dels gravats a les fotografies, perquè la telefotografia permeté enviar fotografies sense transportar-les.
L'edat d'or del fotoperiodisme fou el període que va entre la dècada del 1930 i la dècada del 1950. Les Leica de 35 mm del 1925, i els primers flaixos d'entre el 1927 i el 1930 van facilitar la feina als fotoperiodistes, el que va comportar l'aparició d'un nou estil de revistes i de diaris amb més espai per les fotografies que pel text. La primera revista de notícies il·lustrada fou el Berliner Illustrirte Zeitung (1901). A partir d'aquest mitjà i altres de similars es creà el prototip de revista il·lustrada. Explicar històries a través de les fotografies es convertí en l'objectiu dels reporters. Destacà el primer fotògraf esportiu Martin Munkácsi i un dels fundadors del fotoperiodisme, Erich Salomon. L'edat d'or del fotoperiodisme s'acabà a la dècada del 1970, quan diverses revistes van tancar per problemes econòmics.
Les primeres revistes il·lustrades aparegueren a Alemanya, amb tirades de dos milions d'exemplars com la Berliner Illustrierte Zeitung (Berlín, 1891) o la Münchner Illustrierte Presse, i el model es traslladà a França amb revistes com Vu (1928). Als Estats Units el model introduí característiques pròpies amb Life (1936), que esdevindria la revista gràfica més important del món convertint la fotografia en un llenguatge alternatiu al periodisme tradicional, arribà al milió d'exemplars el 1937 i als 8 milions el 1971, abans de tancar temporalment. Tingué imitadors com Look (EUA), Picture Post (Londres). Els fotoperiodistes destacats d'aquest període foren Robert Capa, Romano Cagnoni, Alfred Eisenstaedt, Margaret Bourke-White i W. Eugene Smith. Henri Cartier-Bresson s'ha anomenat pare del fotoperiodisme, però aquest apel·latiu també s'ha aplicat a altres fotògrafs com Erich Salomon. El 1947 alguns fotògrafs famosos van fundar la cooperativa Magnum Photos, una gran agència de fotografies que venia els drets de les fotos com Corbis (1989) o Getty Images (1993).
Al costat de les revistes gràfiques van aparèixer els magazins de notícies com la revista Time (1923), que manté un èxit sostingut des de la seva aparició, quan la paraula significava una manera de fer periodisme. Per primera vegada un mitjà intentava informar en profunditat aportant documents, opinions, causes, conseqüències i entrevistes setmanalment. Seguiren el seu model les americanes Newsweek (1933) i U. S. News & World Report, l'alemanya Der Spiegel (1947) i les franceses L'Express i Le Point. També hi havia revistes de condensació, amb resums de notícies, com el Reader's Digest (1922). Finalment, repuntaren les revistes especialitzades femenines com The Lady's Mercury (Londres, 1693), The Englishwoman Domestic Magazine (Londres, 1852), Ladie's Home Journal (EUA) o Marie Claire (París, 1937).

### Expansió de la ràdio

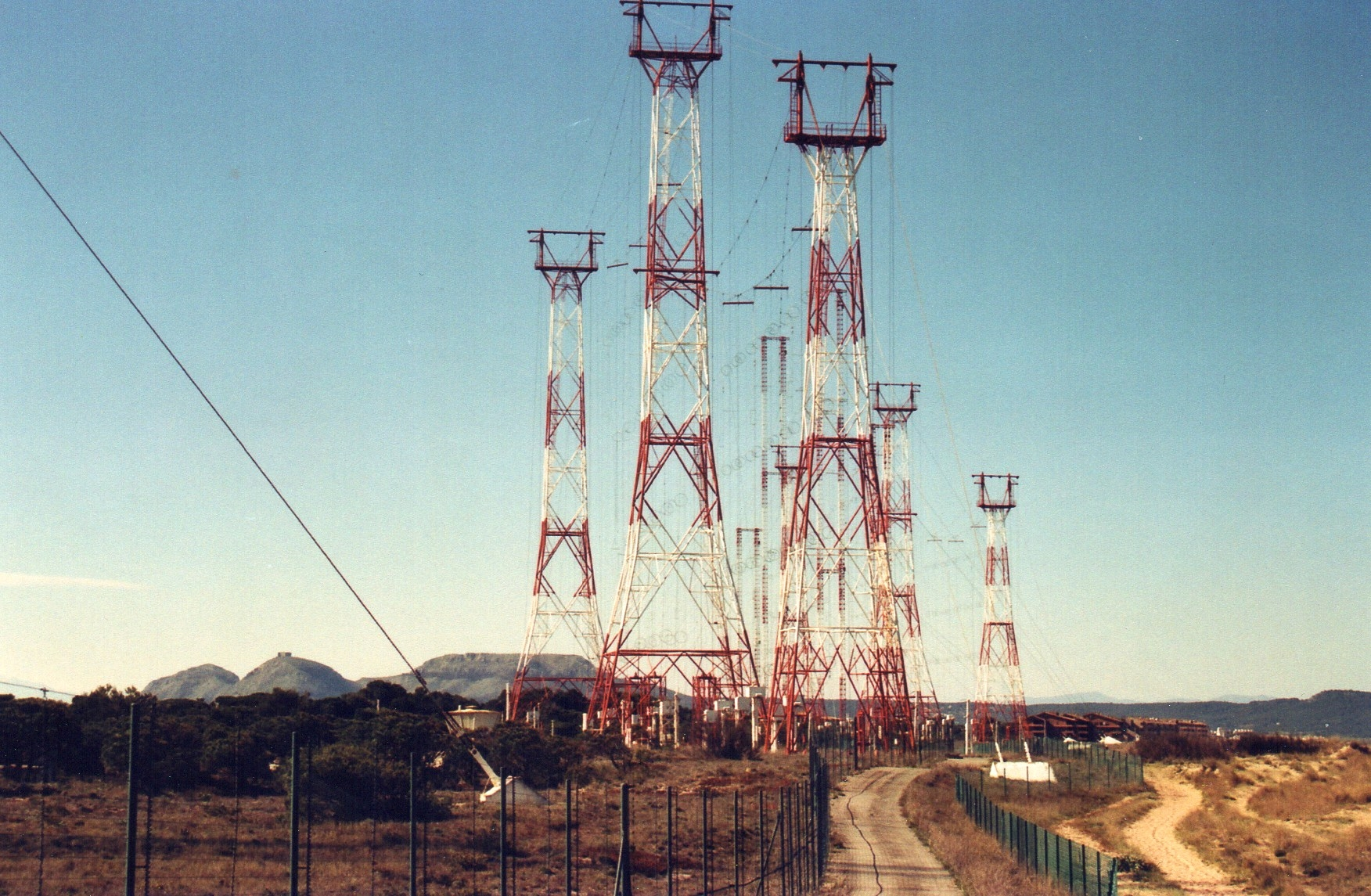
Les antenes de Radio Liberty, a Pals, que del 23 de març de 1959 fins al 25 de maig de 2001 van fer arribar informació a l'altra banda del Teló d'Acer.

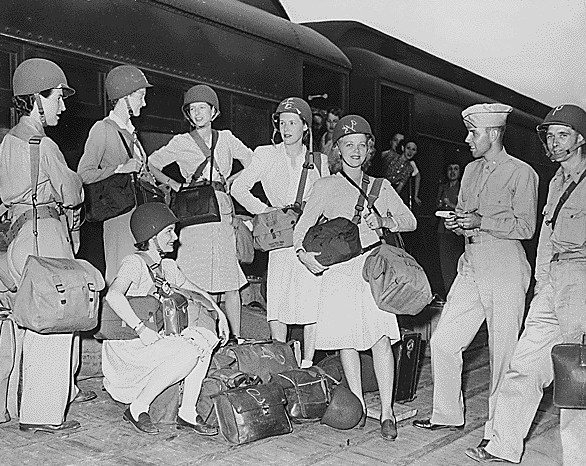
Corresponsals americans a la Segona Guerra Mundial.

El 14 de maig del 1897 Guglielmo Marconi va fer la primera transmissió de ràdio de la història. El 1903 va establir als Estats Units l'estació WCC per a transmetre missatges d'est a oest, en la inauguració de la qual van creuar missatges de salutació el president Theodore Roosevelt i el rei Eduard VIII del Regne Unit. El 1904 va arribar a un acord amb l'Oficina de Correus britànica per a la transmissió comercial de missatges per ràdio, engegant aquell mateix any el primer periòdic oceànic —a bord dels bucs de la línia Cunard—, que rebia les notícies per ràdio. El valor de la ràdio en la guerra es va demostrar per primer cop durant la Guerra italo-turca de 1911. Amb l'entrada d'Itàlia a la Primera Guerra Mundial el 1915 fou designat com a responsable de les comunicacions sense fils per totes les forces armades. Lee De Forest propicià el concepte i la pràctica del broadcasting, emetent diversos programes amb veus i música entre 1906 i 1914.
La ràdio es popularitzà a partir de la dècada del 1920 a Nova York. La primera emissora es considera que fou la KDKA de Pittsburg, que obrí el 2 de novembre de 1910, i que tenia una empresa al darrere que fabricava receptors. De seguida es multiplicaren les ràdios als Estats Units. La legislació dels Estats Units emparà La llibertat d'expressió, el que permeté a la ràdio privada assolir la primera maduresa, amb estacions independents i xarxes regionals abonades a les grans NBC i CBS, però també emissores no comercials, universitàries i religioses. La música i l'humor incrementaren l'audiència i la publicitat, però el paper preponderant el seguia tenint de la política. La ràdio va evidenciar el seu poder el 30 d'octubre de 1938, quan Orson Welles va emetre per ràdio La guerra dels mons, generant alarma per la falsa retransmissió d'una invasió alienígena.
La radiodifusió s'inicià a Europa el 1922. A França el primer permís s'atorgà el 1922 a Emile Girardeau, que va fer la primera emissora privada, anomenada Radiola o Radio París, però el desenvolupament fou lent fins a les eleccions del 1936. A Alemanya fou el 1923 quan s'autoritzaren les emissions públiques de Ràdio. A Argentina hi havia emissions des de 1922, a Austràlia des del 1923 i al Japó des del 1925. A diferència dels Estats Units, són els estats europeus els qui tenien la titularitat de la ràdio. Això era exclusivament així fins que a Gran Bretanya el ministre Neville Chamberlain promogué la unió de grans empreses i petits fabricants interessats en les emissions de ràdio en la British Broadcasting Company, la BBC, que el 1927 passaria de ser companyia a ser una corporació pública amb el monopoli de la radiodifusió. Les sis grans empreses que havien fet la companyia inicial es quedaren amb el monopoli de la venda de receptors. D'aquesta manera, en enfront del model privat americà, a Anglaterra el mitjà evolucionà cap a un model eminentment públic.
A Espanya l'autorització per la primera emissora de ràdio fou el 1924 i la primera ràdio va ser Ràdio Barcelona, que començà les emissions el 14 de novembre, tot i que a partir del 1925 el protagonisme fou per Unión Radio. El naixement de la ràdio com a mitjà periodístic a Espanya se situa a la proclamació de la II República Espanyola. Entre el 1932 i el 1934 s'autoritzaren 59 ràdios locals com les de Girona, Lleida i Tarragona, que juntament amb altres formaren una cadena catalana amb Ràdio Associació. La Guerra Civil Espanyola fou el primer conflicte que revelà les grans possibilitats de la ràdio, on tingué més pes que una premsa que estava confiscada o censurada, i demostrà la seva eficàcia pel que fa a la propaganda i contrapropaganda. També es visqué la primera guerra de les ones amb centenars de petites emissores sense control.
L'eclosió de la ràdio com al mitjà més avantatjós per als conflictes bèl·lics, per sobre de la premsa, fou a la Segona Guerra Mundial. La recerca d'estratègies de propaganda i contrapropaganda acompanyada de la imposició de la censura i la creació d'emissions estrangeres per a minar la moral de la població, es generalitzà. El nazisme a Alemanya i la Unió Soviètica desenvoluparen receptors assequibles per la població incapaços de captar emissions estrangeres i donant una versió esbiaixada del que passava, l'anomenat Volksempfänger, que el 1939 tenien el 70% de les llars alemanyes. La població anglesa i americana, després de conèixer la manipulació informativa de la Primera Guerra Mundial, obligà a repensar l'estratègia per oferir notícies objectives, sense renunciar-hi mai del tot. La BBC augmentà la plantilla per a impulsar les emissions en diverses llengües, sobretot la francesa, buscant la professionalitat i denunciant les atrocitats. Tanmateix, a través de diversos mitjans durant la fase final de la guerra filtraren informació falsa sobre Hitler camuflada entre informacions certes per incrementar el desànim entre els alemanys. Els Estats Units crearen una xarxa de 300 estacions per a la contrapropaganda nazi i italiana, sobretot a l'Amèrica Llatina. Hi van haver 1646 corresponsals de guerra acreditats, 500 acompanyant l'exèrcit americà.

### Del cinema a la televisió

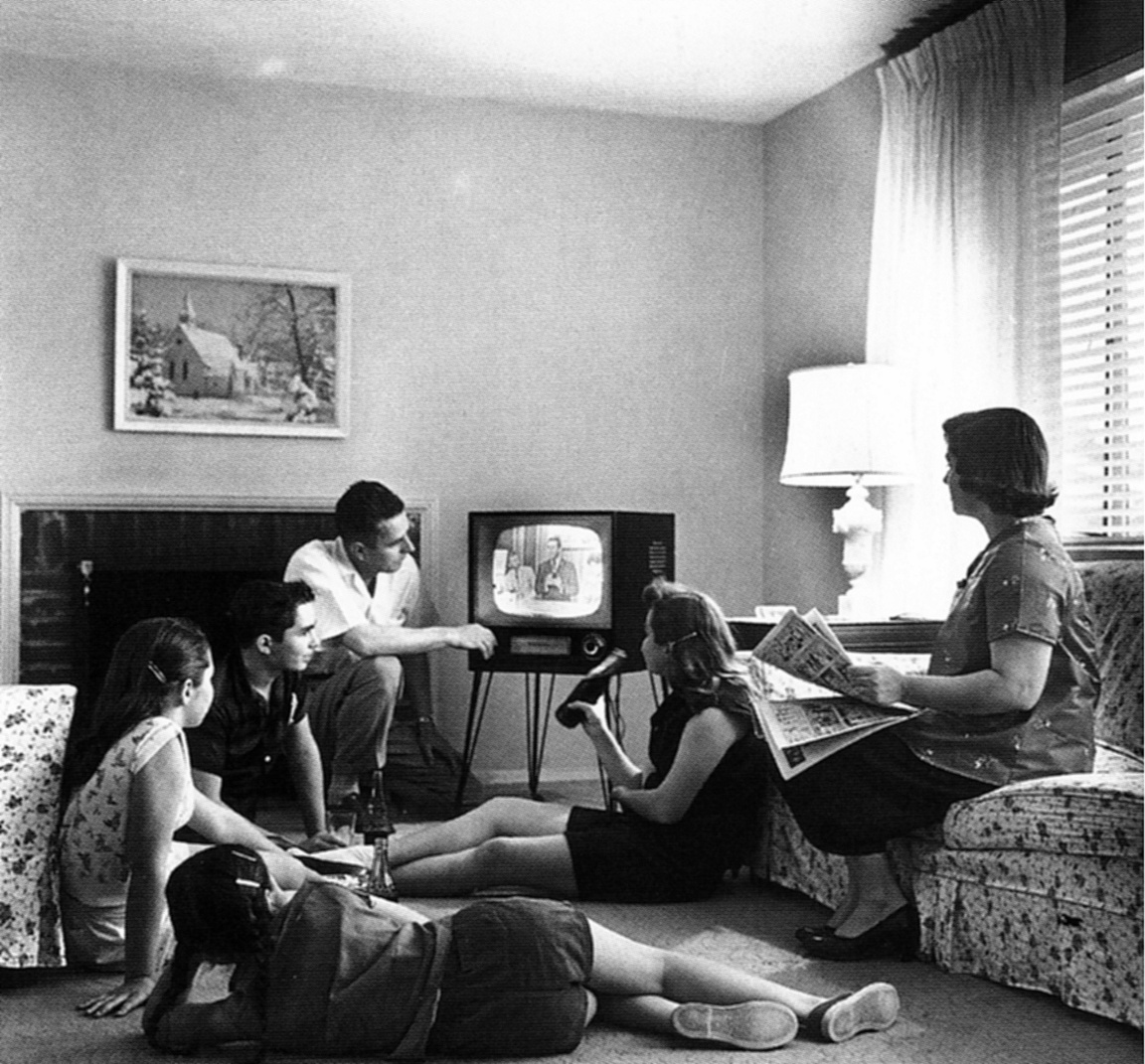
Una família mirant la televisió el 1958.

El 1884 Paul Nipkow inventà de Disc de Nipkow, el que permetria crear les televisions. El canvi que portaria la televisió tal com avui la coneixem va ser la invenció de l'iconoscopi de Vladímir Zvorikin. Això donaria pas a la televisió completament electrònica, que disposava d'una taxa de refresc molt millor, més definició d'imatge i il·luminació pròpia. El programa setmanal de Gabriel Kaiser a París el 1906 i el noticiari setmanal Pathé Jorunal d'Albert Gaveau del 1908 són els primers intents de mostrar imatges amb informació real a través de les sales de cinema. La fórmula aviat s'exportà a Anglaterra (1909), Rússia, Alemanya i els Estats Units (1911). Amb la irrupció de les grans companyies deixà de ser un negoci per a molts, com en el cas de la catalana Studio Films, que del 1910 al 1920 va projectar una cinquantena de noticiaris anomenats Revista Studio. L'evolució del cinema informatiu en fenomen de masses fou molt més ràpid que en el cas de la premsa. L'interès va créixer més a partir del 1928, quan s'incorporà el so. El control de la producció passà de les companyies europees a les americanes després de la Primera Guerra Mundial.
A la Segona Guerra Mundial la utilització del cinema informatiu va complementar la ràdio. Les grans companyies privades van unir esforços amb fins propagandístics a favor dels aliats. Alemanya no es quedà curta, i per difondre la ideologia nazi el 1933 es va emetre uns reglaments sobre la producció, censura i difusió de les pel·lícules. Goebbels escollia directors i actors principals de les pel·lícules de manera que totes les produccions cinematogràfiques, tant la ficció com els documentals, mostressin fidelment la doctrina oficial. A Itàlia passà quelcom similar amb l'anomenat Luce a partir del 1927. Després de la guerra aparegueren noticiaris públics als països d'Europa de l'Est, Espanya amb el No-do, Tunis, Algèria, Filipines, Índia, Turquia, Brasil, Xile, etc. Els noticiaris regionals privats estaven a Llatinoamèrica i Europa occidental.
A la dècada del 1950 els noticiaris al cinema van començar a entrar en crisi per la popularització de la televisió. Les primeres emissions públiques de televisió les va efectuar la BBC a Anglaterra a 1927 i la CBS i NBC als Estats Units a 1930. En ambdós casos es van utilitzar sistemes mecànics i els programes no s'emetien amb un horari regular. Les emissions amb programació es van iniciar a Anglaterra a 1936, i en els Estats Units el dia 30 d'abril de 1939, coincidint amb la inauguració de l'Exposició Universal de Nova York. Les emissions programades es van interrompre durant la Segona Guerra Mundial, i es reprengueren quan va acabar.

## Periodisme digital (1994 –)

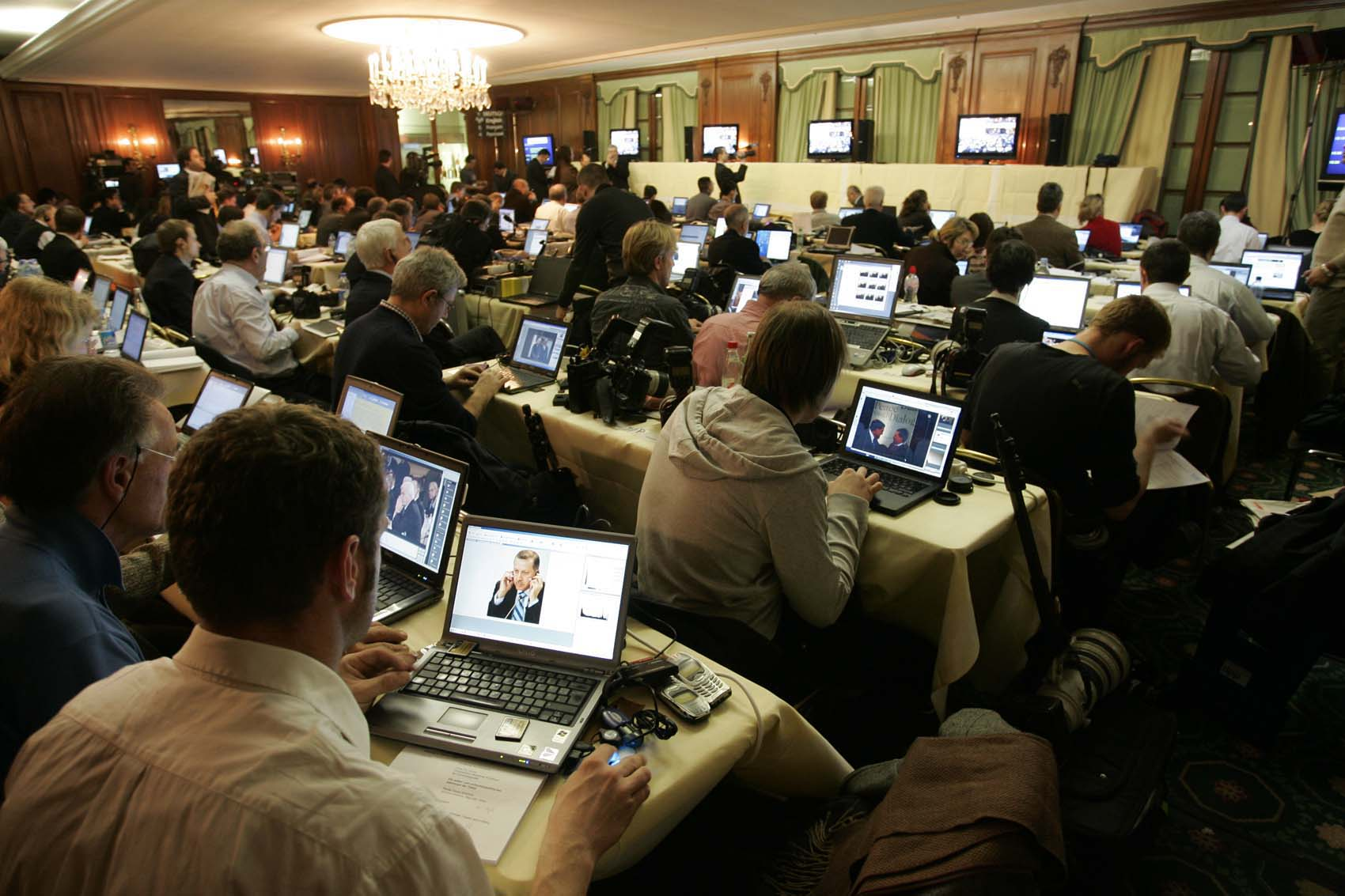
Periodistes atenent una roda de premsa a Múnic l'any 2008.

L'any d'introducció d'internet als mitjans de comunicació, el 1994, marca l'inici del període de la història del periodisme que ha rebut el nom de digital. Es defineix per la convergència empresarial i tecnològica, i l'aparició de la figura del periodista multimèdia o polivalent.
En una primera fase l'arribada d'internet a les redaccions dels mitjans de premsa tradicional estigué marcada més pels frens que pels impulsos. El ràpid desenvolupament d'aquesta tecnologia, sobretot a partir del 2000, comportà la gratuïtat de les notícies i publicitat classificada per a un públic que deixà de pagar per obtenir la informació, el que afectà el model de negoci de molts diaris. El conseller delegat del Grup Prisa atribuïa a la premsa gratuïta i a internet la mort dels diaris. Més endavant els mitjans s'hi abocaren com un nou mercat per a combatre la pèrdua de lectors, l'increment dels costos de producció i distribució, i la migració de la publicitat a altres mitjans, així com afegir els valors de la interactivitat, la rapidesa en l'accés a la informació i els baixos costos de producció i distribució. A finals de la dècada del 2000 internet va permetre la creació del periodisme de dades,
La Crisi financera global del 2007–2012 afectà els mitjans tradicionals, la majoria dels quals es van haver de reestructurar o redimensionar, i alguns van haver de tancar. Chapman i Nuttall consideraven el 2011 que els editors no havien trobat encara com afrontar l'anomenada crisi del periodisme, i definien el periodisme d'aquesta etapa amb els termes «personalització, globalització, localització i pauperització». El cost del sou dels corresponsals i en general dels periodistes van ser les primeres víctimes de la indústria periodística a Espanya, on els editors consideraren que la informació internacional pròpia era cara i no venia, i per això van acomiadar uns 6.300 periodistes entre el 2008 i el 2012. Per la crisi van tancar capçaleres tan conegudes com ara Diari de Sabadell, Canfali de Benidorm i Diari de Vilanova. Ramon Lobo defensava el 2012 que hi havia una crisi de la indústria periodística, no del periodisme. El marc econòmic de concentració del mercat i la polarització mediàtica fa que els mitjans periodístics s'assemblin a mitjans d’opinió.